# Papyrus 8
Papyrus 8 (hos Gregory-Aland mærket (signum) med {\displaystyle {\mathfrak {P}}}8 eller α 8  hos von Soden) er et tidligt skrift fra Det Nye Testamente på græsk. Det er et papyrus-manuskript med et indhold fra Apostlenes Gerninger 4,31-37; 5,2-9; 6,1-6.8-15. Manuskriptet er palæografisk er blevet anslået til at stamme fra det 4. århundrede. 
Det bliver opbevaret på Staatliche Museen zu Berlin (Inv. no. 8683) i Berlin.